# Dachkasten

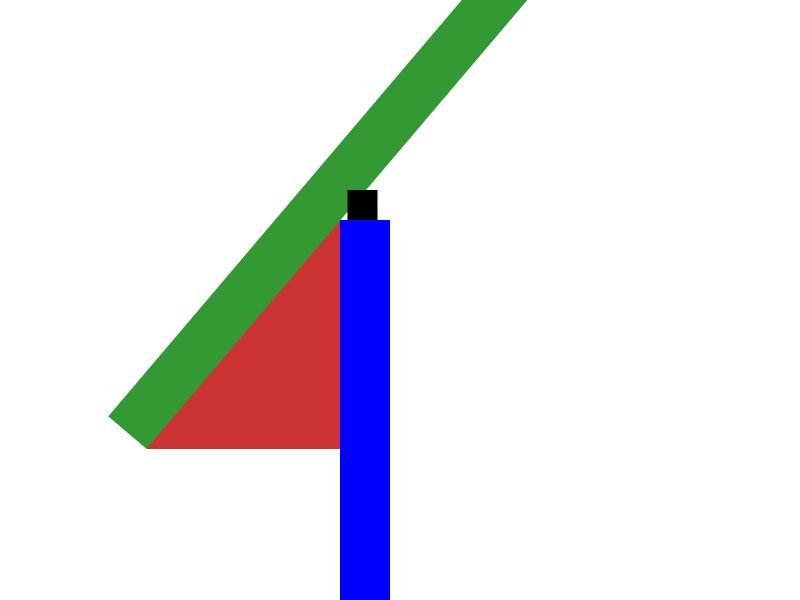
Dachkasten: rot; Außenwand: blau, Sparren: grün; Fußpfette: schwarz

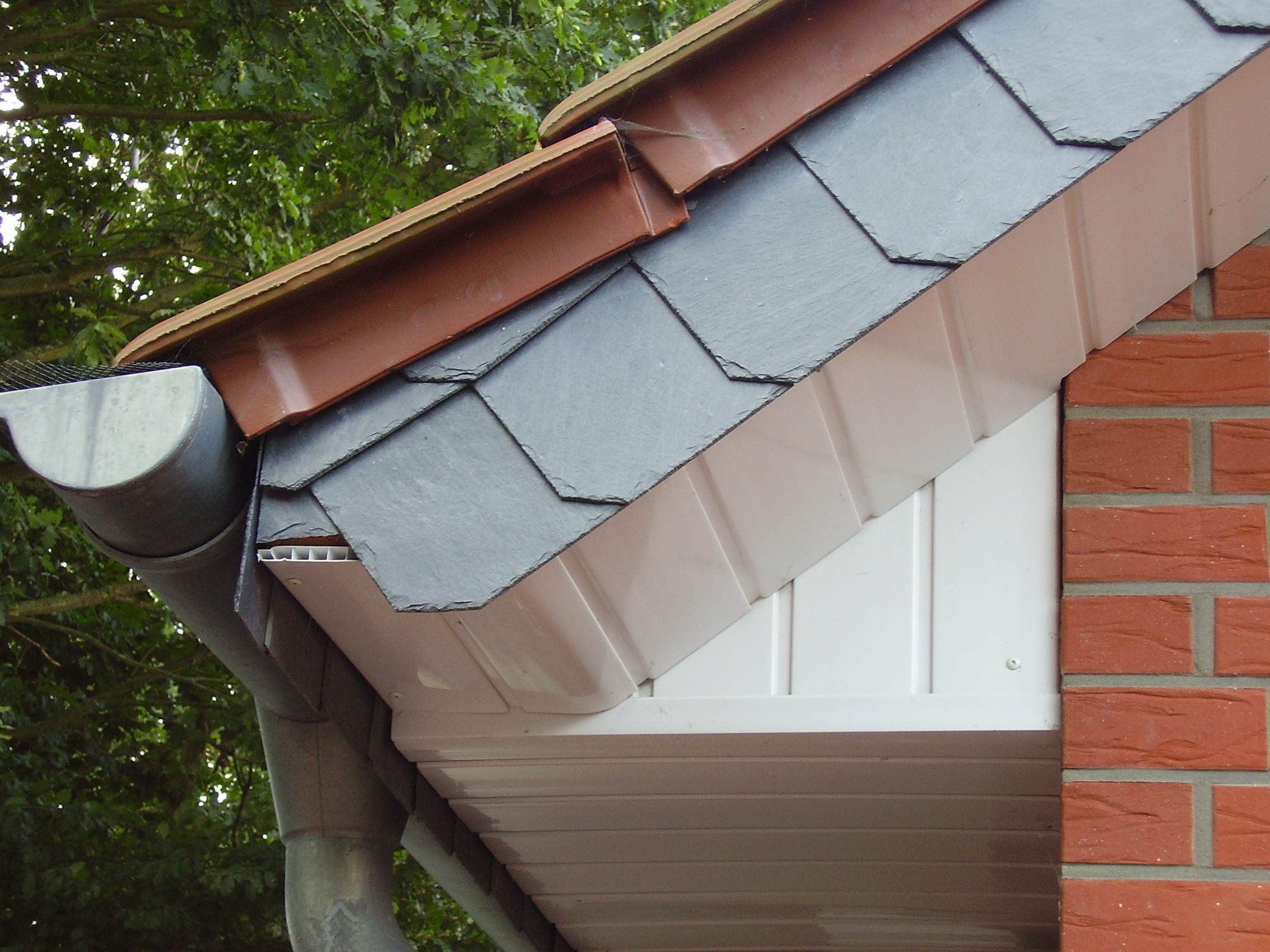
Mit Kunststoffpaneelen verkleideter Dachkasten

Ein Dachkasten, auch Gesimskasten oder Kastengesims, ist ein Bauteil am Hausdach, welches sich unter dem Dachüberstand befindet. Der Dachkasten schließt den Zwischenraum zwischen der Hauswand und der Dachtraufe, welche die Außenkante des Daches bildet.

## Aufbau
Wesentlicher Bestandteil des Dachkastens ist die meist horizontale Verkleidung auf der Unterseite. Diese wird entweder direkt auf den überstehenden Sparren oder auf einer dafür angefertigten Unterkonstruktion angebracht.
Traditionell wird ein Dachkasten komplett aus Holz gefertigt und mit Nut- und Federbrettern verkleidet. Heute werden oft Kunststoffplatten oder Kunststoffbretter für die Verkleidung verwendet. Diese haben gegenüber Holz den Vorteil eines geringeren Wartungsaufwandes, da sie nicht gestrichen werden müssen. Die Versprödung des Kunststoffs ist dabei weniger kritisch, da aufgrund der Anbringung an der Unterseite keine direkte Sonneneinstrahlung besteht. Alternativ können auch Aluminiumprofile als Verkleidung verwendet werden.
An der Giebelseite endet der Dachkasten entweder bündig mit der Giebelwand oder mit dem Ortgang. Den Abschluss bildet hier eine kleine vertikal verkleidete Fläche oder die seitliche Verkleidung des Ortganges (z. B. Stirnbrett).

## Zweck
Der Dachkasten dient häufig der optischen Gestaltung der Dachtraufe, ähnlich wie andere Formen von Gesims. Sofern nicht bereits die Außenwand dicht an die Dachhaut angeschlossen wird, kann der Dachkasten die Winddichtigkeit und gegebenenfalls Wärmedämmung eines ausgebauten Dachraums herstellen. Wenn an der Untersicht des Daches durch häufige Tauwasserbildung Stockflecken entstehen, kann die Installation eines Dachkastens häufig Abhilfe schaffen, da dieser nachts weniger stark abkühlt als die Dachhaut.
Wenn im Bereich des Dachkastens die Gestaltung der Außenwand (z. B. mit einer Verklinkerung) und die unterseitige Verschalung der Dachfläche wegfällt, können Herstellkosten gespart werden.
Gelegentlich werden Leuchten wie Halogen- oder LED-Strahler in den Dachkasten integriert.

## Wohnraum für Tiere

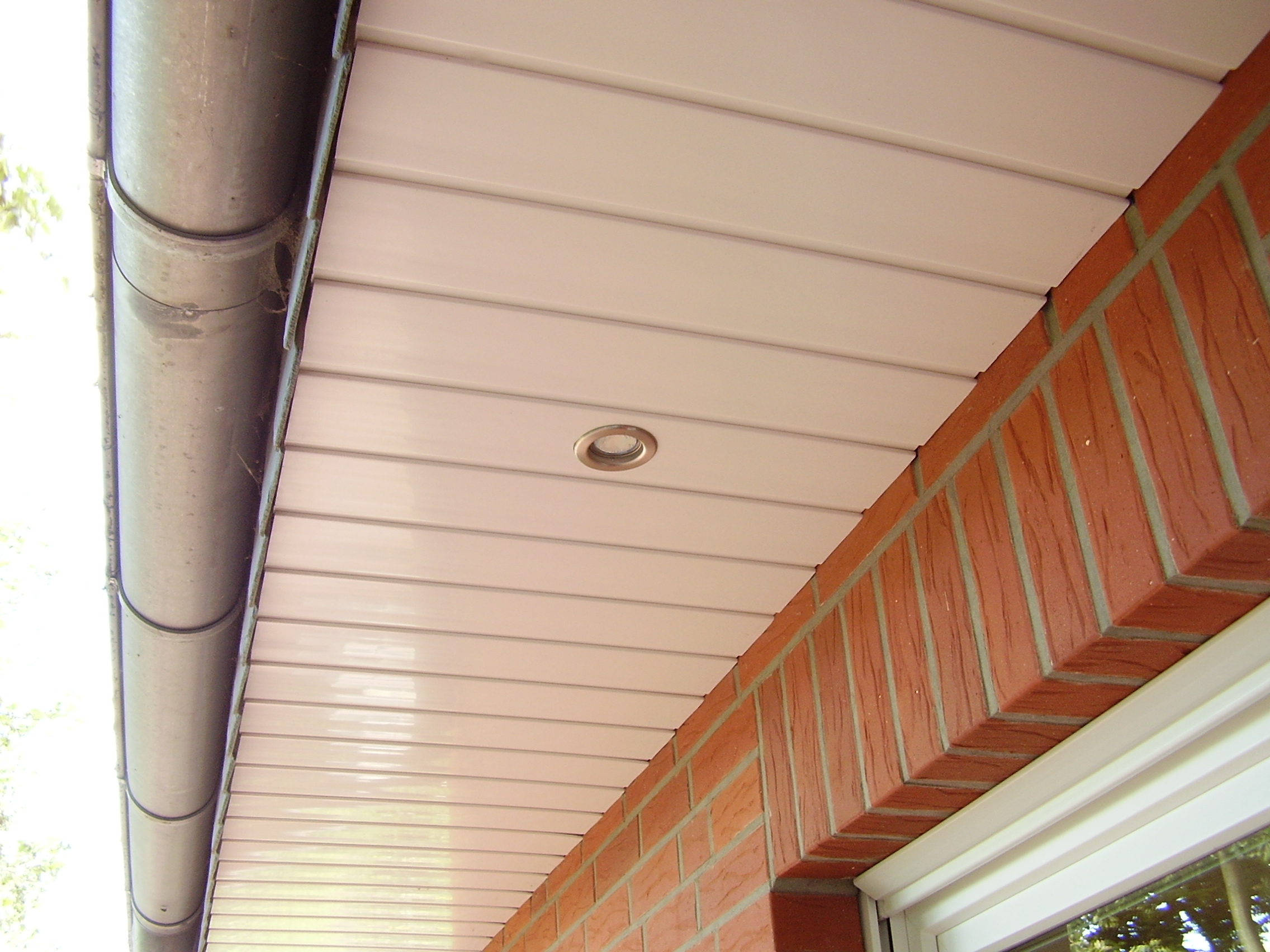
Dachkasten von unten mit Beleuchtung

Dachkästen können es verschiedenen mauerbrütenden Vogelarten wie Schwalben erschweren, ihre Nester anzulegen. Einige Gemeinden verlangen, dass  Ersatznistkästen angeboten werden, wenn geschlossene Dachkästen an Gebäuden angebracht werden. Ungedämmte Dachkästen sollten Einfluglöcher als Zugang für Mauersegler und andere fels-, höhlen- und nischenbrütende Vogelarten erhalten.